# Brokbarbett
Brokbarbett (Eubucco versicolor) är en fågel i familjen amerikanska barbetter inom ordningen hackspettartade fåglar.

## Utseende och läte
Brokbarbetten är en bjärt färgad barbet. Hanen är grön med gult bröst, rött band på buken och rött huvud. Mustaschstrecket varierar geografiskt i färg från blått till gult. Honan har blått i ansiktet och grönare kropp. Båda könen har en ljust gröngul näbb. Lätet är ett melodiskt spinnande ljud med en betonad inledningston: "PA-prrrr".

## Utbredning och systematik
Fågeln delas in i tre underarter:
- Eubucco versicolor steerii – förekommer i Anderna i norra Peru (Amazonas till norra Huánuco)
- Eubucco versicolor glaucogularis – förekommer i Anderna i centrala Peru (östra Huánuco till norra Cusco)
- Eubucco versicolor versicolor – förekommer i Anderna från södra Peru (Cusco och Puno) till norra centrala Bolivia (Cochabamba)

Sedan 2014 urskiljer Birdlife International och naturvårdsunionen IUCN steerii och glaucogularis som egna arter. 

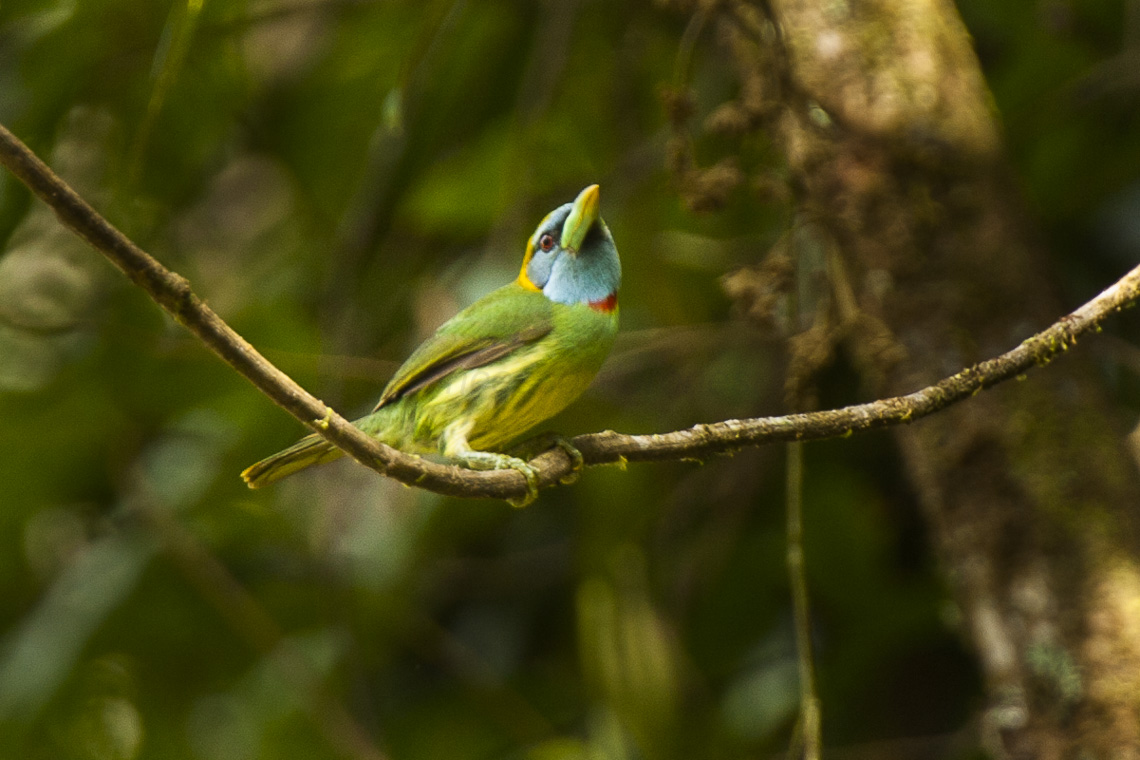

## Levnadssätt
Brokbarbetten hittas i fuktiga bergsskogar. Den ses ofta enstaka eller i par i kringvandrande artblandade flockar, födosökande på medelhög nivå upp till trädtaket.

## Status
IUCN hotkategoriserar de tre taxonen var för sig, alla tre som livskraftiga (LC).